# Grynskinn
Grynskinn (Brevicellicium olivascens) är en svampart som först beskrevs av Giacopo Bresàdola, och fick sitt nu gällande namn av K.H. Larss. & Hjortstam 1978. Grynskinn ingår i släktet Brevicellicium och familjen Hydnodontaceae.  Arten är reproducerande i Sverige. Inga underarter finns listade i Catalogue of Life.